# ザ・メリー・ゴー・ラウンド・ブローク・ダウン
ザ・メリー・ゴー・ラウンド・ブローク・ダウン (The Merry-Go-Round Broke Down) とは、ワーナー・ブラザースの短編映画ルーニー・テューンズ及びメリー・メロディーズで使用された楽曲である。

## ルーニー・テューンズ及びメリー・メロディーズでの使用
ルーニー・テューンズ及びメリー・メロディーズでは1939年から1969年までの間使用された。

## ロジャー・ラビットでの使用
1988年に公開された映画『ロジャー・ラビット』では、エディ・バリアントが敵の手下であるイタチ達を倒す為に使用された。